# Vijay Yesudas
Vijay Yesudas Kattassery (Malayalam: വിജയ് യേശുദാസ്; Tamil: விஜய் யேசுதாஸ்; nacido el 24 de marzo de 1979). conocido artísticamente como Vijay Yesudas. Es un cantante de playback o reproducción indio, intérprete de temas musicales cantados en Malayalam, Tamil, Hindi, Kannada, Tulu y Telugu.

## Biografía
Vijay Yesudas nació en Chennai, hijo del legendario cantante KJ Yesudas, su madre se llama, Prabha. Estudió en Chennai y más adelante se trasladó a los Estados Unidos, donde terminó sus estudios. Siendo el segundo hijo de su familia, tiene un hermano mayor llamado Vinod y otro más joven, llamado Vishal.

## Carrera
Vijay Yesudas comenzó a especializarse en música clásica a principios del 2000. Ha interpretado varias canciones, bajo la producción y colaboración del cantautor Yuvan Shankar Raja.

## Vida personal
El 21 de enero de 2007, se casó con su novia llamada, Dharshana, en Thiruvananthapuram. Él tiene una hija llamada Ammeya. 

## Discografía parcial
| Año  | Filmografía                 | Canciones                                                     | Idiomas   |
| ---- | --------------------------- | ------------------------------------------------------------- | --------- |
| 2000 | Millenium Stars             | O Mumbai, Parayan Njan Marannu, Krishna                       | Malayalam |
| 2000 | Life is Beautiful           | Keli Nilavoru                                                 | Malayalam |
| 2001 | Friends                     | Rukku Rukku, Vaanam Perusuthan                                | Tamil     |
| 2003 | Jayam                       | Kodi Kodi Minnalgal                                           | Tamil     |
| 2003 | Kai Ethum Doorathu          | Vasantha Ravil                                                | Malayalam |
| 2003 | Manasinakkare               | Thankathingal                                                 | Malayalam |
| 2003 | Julie Ganapathy             | Enakku Piditha Paadal                                         | Tamil     |
| 2003 | Kadhal Kondein              | Kadhal Mattum Purivathillai                                   | Tamil     |
| 2004 | Naa Autograph               | Nuvvante pranamani                                            | Telugu    |
| 2004 | Vismayathumbathu            | Mizhikal                                                      | Malayalam |
| 2004 | Vajram                      | Njan Nadakkum Chaliloru                                       | Malayalam |
| 2004 | Satyam                      | Be Happy                                                      | Malayalam |
| 2004 | Two Wheeler                 | Two Wheeler                                                   | Malayalam |
| 2004 | Pulival Kalyanam            | Aarundine                                                     | Malayalam |
| 2005 | Rappakal                    | Kadha Kadha                                                   | Malayalam |
| 2005 | Raam                        | Nizhalinai Nijamum, Yaaro Arivaal                             | Tamil     |
| 2005 | Sandakozhi                  | Dhavani Potta Deepavali                                       | Tamil     |
| 2005 | Kalvanin Kadhali            | Tajmahal Oviyakkaadhal                                        | Tamil     |
| 2005 | Pudhupettai                 | Pulpesum Poopesum                                             | Tamil     |
| 2006 | Sri Ramadasu                | Allah, Yetheruga                                              | Telugu    |
| 2006 | Emmtan-Magan                | Kalloori Generation                                           | Tamil     |
| 2006 | Pattiyal                    | Dei Namma, Poga Poga                                          | Tamil     |
| 2006 | Madhuchandralekha           | Thulli Thulli                                                 | Malayalam |
| 2006 | Photographer                | Poompuzhayil                                                  | Malayalam |
| 2007 | Chennai 600028              | Un Parvai                                                     | Tamil     |
| 2007 | Deepavali                   | Kadhal Vaithu                                                 | Tamil     |
| 2007 | Kireedam                    | Kanneer Thuliye                                               | Tamil     |
| 2007 | Sivaji                      | Sahara                                                        | Tamil     |
| 2007 | Dhol                        | Bheega Aasman                                                 | Hindi     |
| 2007 | Nivedyam                    | Kolakuzhal Viliketto, Tham Thakida                            | Malayalam |
| 2007 | Sooryan                     | Pattellam                                                     | Malayalam |
| 2007 | Mayakannadi                 | Ulagile Azhagi                                                | Tamil     |
| 2007 | Billa                       | Seval Kodi                                                    | Tamil     |
| 2008 | Bheema                      | Rangu Rangamma                                                | Tamil     |
| 2009 | Sarvam                      | Sutta Suriyane                                                | Tamil     |
| 2009 | Nandhalala                  | Kai Veesi                                                     | Tamil     |
| 2009 | Vaamanan                    | Enge Povadhu                                                  | Tamil     |
| 2009 | Bhagyadevatha               | Allipoove                                                     | Malayalam |
| 2009 | Samastha Keralam P O        | Sundari Sundari                                               | Malayalam |
| 2009 | Aa Okkadu                   | Vuruko Manasa                                                 | Telugu    |
| 2009 | Aayirathil Oruvan           | Thaai Thindra Mannae (The Cholan Ecstasy)/(Classical Version) | Tamil     |
| 2009 | Taj Mahal                   | Chellani Premaku                                              | Telugu    |
| 2010 | Kaadhal Solla Vandhen       | Enna Enna Aagiraen                                            | Tamil     |
| 2010 | Boss Engira Bhaskaran       | Mama Mama                                                     | Tamil     |
| 2010 | Jhootha Hi Sahi             | I've Been Waiting                                             | Hindi     |
| 2010 | Jai Jai RAM                 | Kalayan Ram Kathi                                             | Malayalam |
| 2010 | Cocktail                    | neeyam thanalinu                                              | Malayalam |
| 2011 | Gadhama                     | Naattuvazhiyorathe                                            | Malayalam |
| 2011 | Mappillai                   | Aaru Padai                                                    | Tamil     |
| 2011 | Avan Ivan                   | Oru Malaiyoram                                                | Tamil     |
| 2011 | Muthal Idam                 | Thinadaduren Naane                                            | Tamil     |
| 2011 | Mankatha                    | Balle Lakka                                                   | Tamil     |
| 2011 | Ethan                       | Mazhaiyudhir Kaalam                                           | Tamil     |
| 2011 | Ninaivil Nindraval          | Yennavaley                                                    | Tamil     |
| 2011 | Maha Raja                   | Hello Nanbaa                                                  | Tamil     |
| 2011 | Muthukku Muthaga            | Enna Panni Tholache                                           | Tamil     |
| 2011 | Teja Bhai and family        | Oru Madhurakinavin remix                                      | Malayalam |
| 2011 | Indian Rupee                | Ee puzhayum Sandhyakalum                                      | Malayalam |
| 2011 | Beautiful                   | Moovanthiyai Akele                                            | Malayalam |
| 2012 | Grandmaster                 | Akaleyo Nee                                                   | Malayalam |
| 2012 | Casanova                    | Sakhiye                                                       | Malayalam |
| 2012 | Ennennum Ormakkayi          | Azhake manjumani                                              | Malayalam |
| 2012 | Mullessery Madhavankutty    | Ishta Swapnamini                                              | Malayalam |
| 2012 | Ee Adutha Kalathu           | Oruvazhiyai                                                   | Malayalam |
| 2012 | Namukku Parkkan             | Kannadi kallangal                                             | Malayalam |
| 2012 | Namukku Parkkan             | Kanmani                                                       | Malayalam |
| 2012 | Female unnikrishnan         | Ayalethe Sundariye                                            | Malayalam |
| 2012 | Pachuvum Kovalanum          | Manase                                                        | Malayalam |
| 2012 | Spirit                      | Mazhakondu Mathram                                            | Malayalam |
| 2012 | Akashathinte niram          | Kanneer kadalin                                               | Malayalam |
| 2012 | Run baby run                | Aarohanam avarohanam                                          | Malayalam |
| 2012 | Thappana                    | Oorum Perum ariyathe                                          | Malayalam |
| 2012 | Parudeesa                   | Parisudha kanya mariyame                                      | Malayalam |
| 2012 | bhoopadathil illatha oridam | Ormakalil ormakalil                                           | Malayalam |
| 2012 | Sembattai                   | Muthe Muthe                                                   | Tamil     |
| 2012 | Raja Pokkiri Raja           | Manikanakkil sirikum                                          | Tamil     |
| 2012 | Raja Pokkiri Raja           | Kelunga Kelunga                                               | Tamil     |
| 2012 | 3                           | Nee Partha vizhigal                                           | Tamil     |
| 2012 | Meenkothi                   | Survey Survey survesa                                         | Tamil     |